# کپف ۱۶۳۱
سیارک ۱۶۳۱ (به انگلیسی: 1631 Kopff، نامگذاری:1936UC) هزار و ششصد و سی و یکمین سیارک کشف شده‌است که در ۱۱ اکتبر ۱۹۳۶ کشف شد.
قدر مطلق سیارک برابر ۱۲٫۲۰ است.